# Turuntajewo (Burjatien)
Turuntajewo (russisch Турунта́ево) ist ein Dorf (selo) in der Republik Burjatien (Russland) mit 5901 Einwohnern (Stand 14. Oktober 2010).

## Geographie

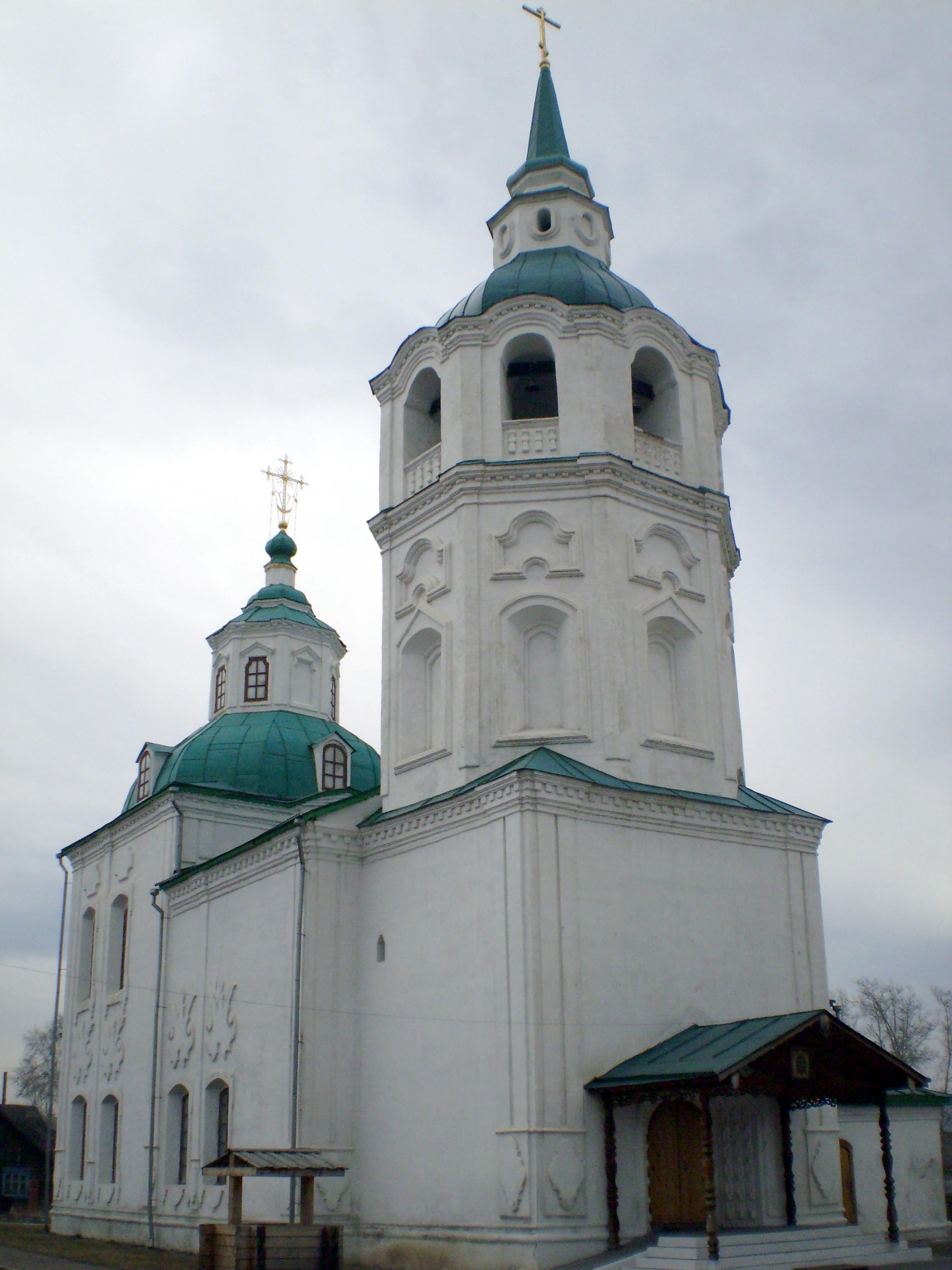
Erlöserkirche (Spasskaja zerkow, 1791–1818, restauriert ab 2000) in Turuntajewo

Der Ort liegt etwa 40 km Luftlinie nördlich der Republikhauptstadt Ulan-Ude zu beiden Seiten der Itanza, eines rechten Nebenflusses der Selenga.
Turuntajewo ist Verwaltungssitz des Rajons Pribaikalski und Sitz der Landgemeinde Turuntajewskoje selskoje posselenije, zu der neben dem Turuntajewo noch die Dörfer Chalsanowo, Irkilik, Karymsk und Sassuchino gehören.

## Geschichte
1679 wurde an der Stelle des heutigen Dorfes und eines bereits seit den 1650er-Jahren bestehenden Winterlagers der Ostrog Itanza oder Itanzowski errichtet. Bis zum Anfang des 18. Jahrhunderts entstanden in dessen Umgebung die kleinen Dörfer Charitonowa (oder Kusnezowa), Jarkowskaja, Kostromina, Sinissutuiskaja und Sochotaiskaja. Im 18. Jahrhundert wuchsen diese zu einem größeren Dorf zusammen, das zunächst Turuntajewskaja Sloboda, später auch Itanza und dann wieder Turuntajewo genannt und Verwaltungssitz einer Wolost wurde.
Im 19. Jahrhundert war Itanza/Turuntajewo auch Verbannungsort, so 1839–1841 für den Dekabristen Fürst Jewgeni Obolenski und 1884 für die Narodniza und spätere Mitbegründerin der Sozialrevolutionären Partei Jekaterina Breschko-Breschkowskaja (1844–1934).
1940 wurde Turuntajewo mit dessen Gründung Zentrum des Pribaikalski rajon.

### Bevölkerungsentwicklung
| Jahr | Einwohner |
| ---- | --------- |
| 1959 | 1753      |
| 1970 | 3363      |
| 1979 | 4583      |
| 1989 | 6386      |
| 2002 | 6376      |
| 2010 | 5901      |

Anmerkung: Volkszählungsdaten

## Verkehr
Östlich an Turuntajewo führt die Regionalstraße R438 vorbei, die von Ulan-Ude an das östliche Ufer des Baikalsees und zu den nördlich am Fluss Bargusin gelegenen Rajonzentren Bargusin und Kurumkan führt. Beim Ort zweigt die R349 in das 15 km westsüdwestlich gelegene Tataurowo an der Selenga ab, eine Querverbindung zur M55 Irkutsk – Tschita. Neue Trassen der R438 in Richtung Ulan-Ude sowie der R349, die am linken Ufer der Itanza die rechts des Flusses gelegenen Dörfer umgeht, sind in Bau.
In Tataurowo befindet sich an der Transsibirischen Eisenbahn die nächstgelegene Bahnstation (bei Streckenkilometer 5603 ab Moskau).